# Plectodon
Plectodon is een geslacht van tweekleppigen uit de  familie van de Cuspidariidae.

## Soorten
- Plectodon brazieri (E. A. Smith, 1885)
- Plectodon granulatus (Dall, 1881)
- Plectodon lepidus B.A. Marshall, 2002
- Plectodon ligula (Yokoyama, 1922)
- Plectodon pruinosus B.A. Marshall, 2002
- Plectodon regalis B.A. Marshall, 2002
- Plectodon scaber Carpenter, 1865